# Mímica

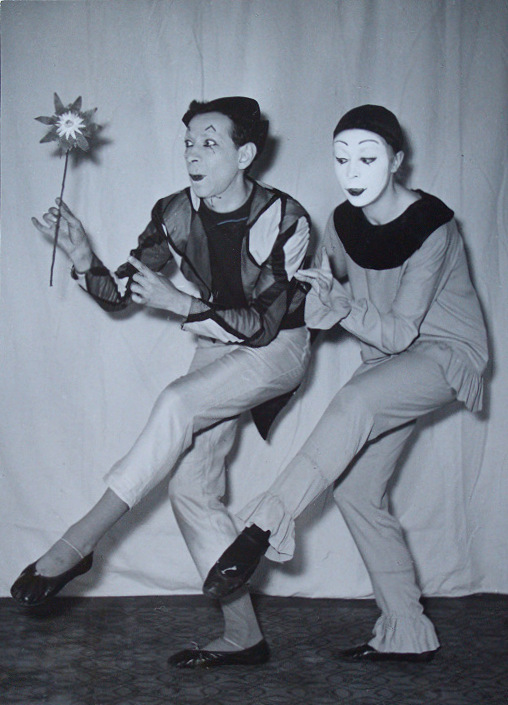
Pantomima, uma das expressões da mímica

A mímica é uma das formas de comunicação humana, normalmente conhecida como a arte de expressar pensamentos ou sentimentos por meio de gestos. Dentro das artes cênicas, ela estuda a ação física do homem em seu meio; assim, pode ser considerada uma classe de sematologia. Um mímico é alguém que utiliza movimentos corporais para se comunicar, sem a necessidade do uso da fala. A mímica, enquanto expressão artística, apresenta-se de várias formas e estilos, sendo a pantomima uma das mais conhecidas, onde os artistas usam maquiagem branca e se inspiram na figura do Pierrot.

## Brincadeira
Mímica é o nome de uma brincadeira tradicional da qual podem participar crianças, adolescentes e adultos. Possui variantes, mas, basicamente, consiste em uma pessoa ter que representar algo somente utilizando-se da mímica, sem usar, portanto, quais quer códigos, letras ou palavras, uma entidade de sua escolha relativa a um assunto pré-determinado com os demais participantes. Pode ser um animal, um objeto, o nome de um filme, de uma pessoa, etc… O restante dos participantes devem, então, tentar adivinhar qual a entidade que está sendo comunicada pela mímica. Quem acertar ganha alguma forma de prêmio.
As variantes podem incluir limite de tempo para se acertar, formação de grupos, penalidades para quando ninguém acerta, e muito mais, dependendo da criatividade dos participantes.

## Breve história da mímica
A mímica teve origem no teatro grego. Segundo alguns, estaria ela atrelada a uma das Musas – Polímnia – que, juntamente com Terpsícore (dança) e Calíope (poesia) teria sido responsável pela educação de Apolo, antes de sua ascensão ao monte Parnaso. Entenda-se, portanto, que essas três manifestações estão intimamente associadas.
Aparentemente a mímica  teria sido bastante empregada no Teatro de Dioniso, em Atenas, onde atores à luz do dia, portando máscaras, encenariam para cerca de 10 000 pessoas (ou até mais, nos Festivais a Dioniso). Nessa época, a forma mais elaborada de mímica, a "hypothesis", era representada por atores que se concentravam mais na construção e desenvolvimento de suas personagens propriamente ditas. Com frequência, um único ator representava vários personagens. O teatro grego floresceu entre os séculos V e IV a.C., com a tragédia e a comédia. Posteriormente, com as conquistas, os romanos levaram a mímica para a Itália, adequada que era ao gosto do espetáculo entre os romanos. Com o tempo, eles desenvolveram sua própria técnica, incluindo a pantomima.
Com a queda do Império Romano, a Igreja Católica proibiu a mímica, fechou teatros. Mesmo assim a forma de arte sobreviveu.
Já na Idade Média, devido à enorme fragmentação e à quantidade de dialetos existentes na Itália do século XVI, os atores da chamada "Commedia dell'arte" precisavam ter uma "concepção plástica de teatro". Nessa hora a mímica voltou à cena, sendo representada basicamente nas praças e mercados, e tornou-se um dos fatores mais importantes de atuação do espetáculo teatral e circense, tanto mais intensificada pela presença das máscaras (lembremo-nos de Veneza), que determinavam papéis mais ou menos estereotipados para os atores.

O ator na "Commedia dell'arte" precisava efetivamente ter "uma concepção plástica do teatro", exigida em todas as formas de representação, com a criação de pensamentos e de sentimentos através do gesto mímico, da dança, da acrobacia, consoante as necessidades; do mesmo modo era necessário o conhecimento de uma verdadeira gramática plástica, além desses dotes do espírito que facilitam qualquer improvisação falada em um espetáculo.

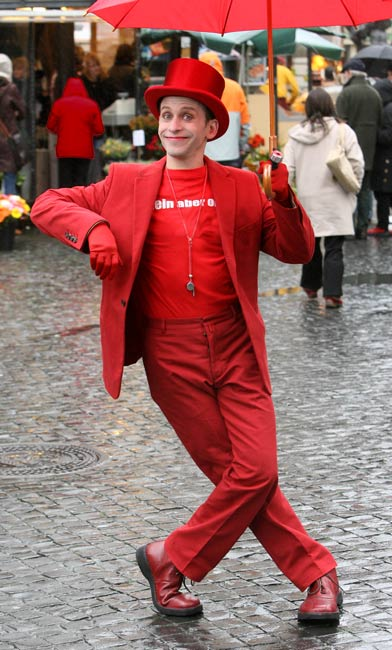
Pablo Zibes

A performance exageradamente cômica atraía a atenção para as performances acrobáticas, vindo a consolidar o gênero. Afetuosamente eles eram chamados de "Zanni", dando origem a personagens como o Arlequim (representante da classe mais servil). As trupes eram acessíveis a todas as classes sociais e a temática era sempre contemporânea, mantendo um caráter crítico forte, dado pela proteção trazida pelas máscaras.
Como a mímica não apresentava problemas de comunicação com a plateia, não tardou para que os "Zanni" viajassem e, pelo ano de 1576, uma das companhias italianas foi à França, onde a arte da mímica tornou-se imensamente popular. Muito dos gestos tradicionais e da constituição visual do Arlequim vieram desse momento.
Já, em 1881, uma família de acrobatas da Boêmia viajou a Paris e um dos filhos, "Jean-Gaspard Batiste Deburau", engajou-se na representação mímica junto aos "Funâmbulos do Boulevard do Templo".
Permaneceu com esta Companhia até a sua morte, mas todo o tempo em que lá esteve a serviço dessa manifestação artística serviu para que ele começasse a dar o estilo que sobreviveu dentro da mímica até hoje, associando o mímico a figura do Pierrô.

A mímica viveu outro sucesso durante a Primeira Guerra Mundial, através da figura do grande Jacques Copeau, que foi professor, por seu turno, de Charles Dullin e Etienne Decroux, na Escola Vieux-Columbier. Este último, juntamente com outro aluno da mesma escola, Jean-Louis Barrault, desenvolveu a Mímica Corporal Dramática e participou como ator em diversos filmes, colaborando com a parte mímica  no filme "Lês enfants du paradis" (1945) de Marcel Carné. O filme, rodado sob o olhar censor da Gestapo, falava da biografia ficcional de Deburau, junto aos "Funâmbulos".

Após a Segunda Guerra Mundial, Jean-Louis Barrault, dirigiu uma montagem teatral sobre o filme de Carné, ("Lês enfants du paradis"), fez uma exitosa temporada e tournée pela Europa, repetindo o sucesso do filme; Para o papel principal, "Debureau", o qual ele mesmo protagonizou no filme, Barrault convidou um proeminente aluno de Decroux, Marcel Marceau, que após o final da tournée, criou sua própria companhia de Mimodrama, e seu famoso personagem: "Bip" uma recriação moderna da pantomima clássica de Deburau, Marceau ganhou grande notoriedade por seu trabalho, influenciando diversos artistas de várias gerações, mantendo viva a tradição da pantomima "pierrôresca".

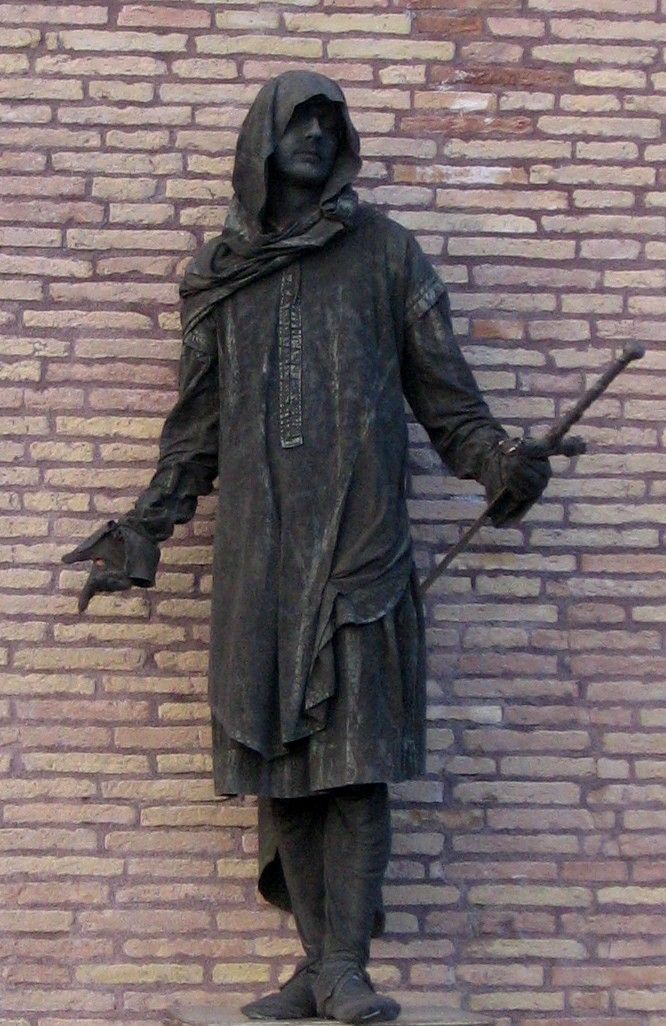
Um mímico na Ponte Sant'Angelo

## Arte
Dentro dos estilos da arte da mímica encontramos duas abordagens distintas: a forma literal e a forma abstrata. A forma literal é quando representam-se objetos reais e ações concretas, mais usada na forma de comédia e normalmente com o mímico lidando com objetos e pessoas "invisíveis", construindo sua dramaturgia, contando histórias e criando gagues, sobre objetos e coisas "que não estão lá". Quase sempre esses artistas tem sua aparência inspirada no tradicional pierrô, se utilizando da maquiagem branca sobre o rosto. Já a forma abstrata é usada geralmente para expressar os sentimentos e/ou pensamentos de forma não linear ou concreta, isto é sem a necessidade de "explicar ao público" com os gestos ou de ser compreendido de forma literal, mas buscando se expressar de forma mais intuitiva e completa.

## Artistas de mímica notáveis
- Anthony Daniels
- Buster Keaton
- Carlos Martínez Álvarez
- Charlie Chaplin
- Harpo Marx
- Jacques Tati
- Marcel Marceau
- Stan Laurel